# Am Grabe, WAB 2
Am Grabe (Au tombeau), WAB 2, est une élégie composée par Anton Bruckner en 1861 pour chœur d'hommes a cappella.

## Historique
Am Grabe, une version révisée a cappella de Vor Arneths Grab, WAB 53, composée en 1861, vers la fin de la période d'étude après de Simon Sechter. Cette nouvelle version a été exécutée aux funérailles de Joséphine Hafferl le 11 février 1861. 
Le manuscrit original est conservé dans les archives de la Liedertafel Frohsinn. L'œuvre, qui a été d'abord publiée par Wöß, Édition Universelle en 1924, est éditée dans le Volume XXIII/2, no 13 de la Bruckner Gesamtausgabe.
Une légère révision autographe a été par ailleurs trouvée sur une copie non datée du manuscrit (Mus.Hs. 2104).

## Composition
Cette version révisée a cappella de Vor Arneths Grab, de 21 mesures, n'utilise que les trois premières strophes du texte de Marinelli. La partition vocale des deux premières strophes (mesures 1 à 8) est quasi identique à celle de Vor Arneths Grab. Celle de la troisième strophe est de 5 mesures plus longue. À partir de la mesure 15 la partition est différente et se termine (mesures 19 à 21) comme aux mesures 26 à 28 de Vor Arneths Grab.
Une partition avec un autre texte par Gottfried Grote a été éditée par Schott Music en 1961.
| Lasset uns den Leib begraben, überwindet Leid und Schmerz, denkt der Hoffnung, die wir haben: Gottes Weg führt heimatwärts. Nicht für immer ist entschwunden, der uns liebend war gesellt, denn wer hier mit Gott verbunden, freut sich dort der neuen Welt. Drum laßt uns den Herren preisen, der zum Heimgang ihn erwählt, und an uns will treu beweisen, daß im Leid sein Trost nicht fehlt. | Enterrons maintenant ce corps, surmontons la peine et la douleur, et pensons à l'espérance que nous avons : la voie de Dieu conduit à notre pays d'origine. Celui qui était notre compagnon bien-aimé, n'est pas disparu pour toujours, car qui s'est ici-bas lié à Dieu, se réjouit là-haut dans le nouveau monde. Louons dès lors le Seigneur, qui le rappelle dans son royaume, et veut nous prouver avec fidélité que sa consolation est présente dans la douleur. |

Il existe aussi un arrangement par Jeff Reynolds pour quatuor de trombones (avec option d'un trombone contrabasse).

## Discographie
Il y a un seul enregistrement commercial de l'intégralité de l'œuvre : 
- Łukasz Borowicz, Anton Bruckner: Requiem, RIAS Kammerchor Berlin, Akademie für Alte Musik Berlin – CD : Accentus ACC30474, 2019 - version révisée (édition Cohrs, basée sur le manuscrit Mus.Hs. 2104).

NB : Sur le CD LIVA 027, figurent seulement les deux premières strophes.

## Sources
- August Göllerich, Anton Bruckner. Ein Lebens- und Schaffens-Bild, vers 1922 – édition posthume par Max Auer, G. Bosse, Ratisbonne, 1932
- Anton Bruckner – Sämtliche Werke, Band XXIII/2: Weltliche Chorwerke (1843-1893), Musikwissenschaftlicher Verlag der Internationalen Bruckner-Gesellschaft, Angela Pachovsky et Anton Reinthaler (Éditeurs), Vienne, 1989
- Cornelis van Zwol, Anton Bruckner 1824-1896 – Leven en werken, uitg. Thot, Bussum, Pays-Bas, 2012.  (ISBN 978-90-6868-590-9)
- Crawford Howie, Anton Bruckner - A documentairy biography, édition révisée en ligne